# Шато Шинон (Вил)
Шато Шинон (Вил) (фр. Château-Chinon (Ville)) насеље је и општина у источном делу централне Француске у региону Бургоња, у департману Нијевр која припада префектури Шато Шинон (град).
По подацима из 2011. године у општини је живело 2098 становника, а густина насељености је износила 490,19 становника/km². Општина се простире на површини од 4,28 km². Налази се на средњој надморској висини од 534 метара (максималној 655 m, а минималној 337 m).

## Демографија
| 1962. | 1968. | 1975. | 1982. | 1990. | 1999. | 2011. |
| ----- | ----- | ----- | ----- | ----- | ----- | ----- |
| 2.443 | 2.578 | 2.636 | 2.463 | 2.502 | 2.307 | 2.098 |

График промене броја становника у току последњих година